# 崔鐵洙
崔鐵洙（韓語：최철수；1969年12月1日—），北韓拳击選手。在1991年悉尼舉行的世界拳擊錦標賽上獲得蠅量級銀牌。1992年夏季奧林匹克運動會上擊敗古巴選手勞爾·岡薩雷斯·桑切斯，獲得蠅量級51公斤金牌。